# 폴레라

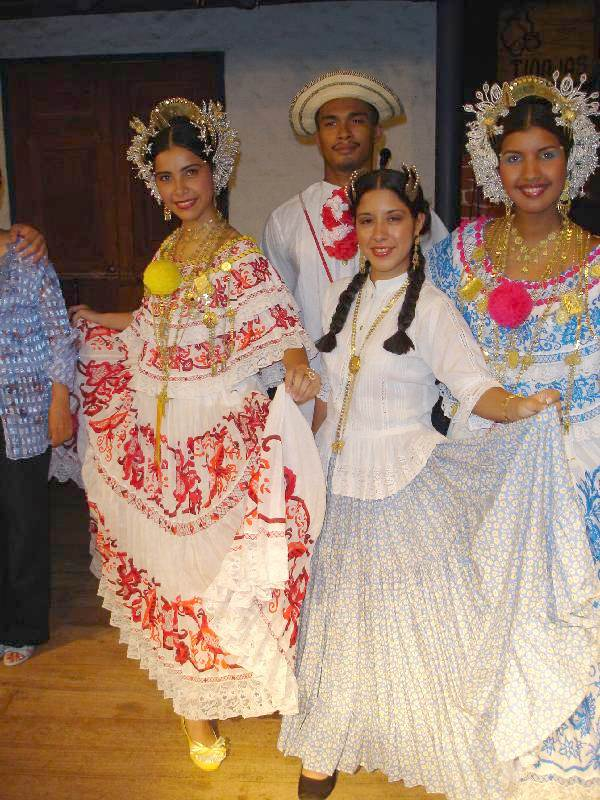
폴레라

폴레라(Pollera)는 스페인어 낱말의 하나로, 라틴 아메리카 여러 나라에서 축제에서 여성들이 입는 화려한 색조의 의상이다.